# التمرد الإسلاموي في موزمبيق
التمرد الإسلاموي في موزمبيق (بالبرتغالية: Insurreição islâmica em Moçambique‏) هو صراع مستمر في محافظة كابو ديلغادو، موزمبيق، بين أنصار السنة، وهي جماعة مسلحة إسلامية تحاول إنشاء دولة إسلامية في موزمبيق، وقوات الأمن الموزمبيقية. وكان المدنيون أيضا هدفا لهجمات المقاتلين الإسلاميين.
جماعة أنصار السنة مماثلة لاسم مجموعة من المتمردين السنة العراقيين حاربت ضد الولايات المتحدة بين عامي 2003 و2007. وويطلق عليهم السكان المحليون «حركة الشباب» ولكنهم منظمة مستقلة عن حركة الشباب المجاهدين الصومالية.
في أواخر يناير 2017 وقعت الحكومتين الروسية والموزمبيقية اتفاقا بشأن التعاون العسكري والتقني. نص على تسليم الأسلحة والمعدات العسكرية، فضلا عن المنتجات الأخرى ذات التوجه العسكري، وقطع الغيار والمكونات كجزء من الحرب ضد الإرهاب.